# ES Porto Novo
El ES Porto Novo fue un equipo de fútbol de Benín que jugó en la Premier League de Benín, la primera división de fútbol en el país.

## Historia
Fue fundado en el año 1945 la capital Porto Novo y fue uno de los equipos fundadores de la Premier League de Benín en 1969. Fue campeón nacional en tres ocasiones durante el periodo colonial.
Su mejor época ha sido la de los años 1970. debido a que fue en donde ha conseguido sus principales logros, como en 1974, en donde ganaron liga y la primera edición de la Copa de Benín, siendo el primer equipo de Benín en conseguir el doblete.
A nivel internacional han participado en un torneo continental, en la Copa Africana de Clubes Campeones 1975, en la cual fueron eliminados en la primera ronda por el Silures de Alto Volta.
El club desaparece en 2005 tras fallar en el torneo de la segunda división el año anterior.

## Palmarés
- Campeonato Francés de Dahomey: 3

1949, 1951, 1953
- Premier League de Benín: 1

1974
- Copa de Benín: 1

1974

## Participación en competiciones de la CAF
| Temporada | Torneo                            | Ronda | Club    | Casa | Visita | Global |
| --------- | --------------------------------- | ----- | ------- | ---- | ------ | ------ |
| 1975      | Copa Africana de Clubes Campeones | 1     | Silures | 0-2  | 2-3    | 2-5    |